# 富蕴茶藨子
富蕴茶藨子（学名：Ribes fuyunense）为虎耳草科茶藨子属下的一个种。

## 扩展阅读
- 維基物種上的相關：富蕴茶藨子